# بهترین‌ها ۲ (آلبوم کوئین)
«بهترین‌ها ۲» (به انگلیسی: Greatest Hits II) آلبومی از کوئین است که در سال ۱۹۹۱ میلادی منتشر شد.